# OpenOffice.org Math
OpenOffice.org Math là một công cụ để viết và sửa công thức toán, tương tự với Microsoft Equation Editor và là một phần của gói ứng dụng văn phòng OpenOffice.org. Công thức toán được tạo ra có thể nhúng vào các tài liệu OpenOffice.org khác, chẳng hạn như trong tài liệu tạo bằng OpenOffice.org Writer. Math hỗ trợ nhiều thứ font và có thể xuất thành tập tin PDF.
Phát hành theo các điều khoản của GNU Lesser General Public Licence, Math là một phần mềm tự do.